# Шустер, Джо
Джозеф «Джо» Шустер (англ. Joe Shuster; род. 10 июля 1914, Торонто, Канада — 30 июля 1992, Лос-Анджелес, США) — канадо-американский создатель комиксов. Совместно с писателем Джерри Сигелом является автором одного из самых узнаваемых персонажей комиксов и поставленных по ним фильмов — Супермена. Этот персонаж занимает первое место в списке IGN «100 величайших героев комиксов» в мае 2011 года.

## Биография
Джозеф Шустер родился в Торонто, Онтарио, Канада, в еврейской семье. Его отец, Юлий, иммигрант из Роттердама, Нидерланды, мать Ида, родом из Киева, Российская империя (ныне Украина).

## Смерть
Шустер умер 30 июля 1992 года в Западном Лос-Анджелесе в своём доме от сердечной недостаточности и гипертонии. Ему было 78 лет.